# Kuzneckij Alatau
Kuzneckij Alatau (in russo Кузнецкий Алатау?) è una catena montuosa nella Siberia meridionale, situata tra la depressione di Kuzneck e la depressione di Minusinsk. La sua lunghezza è di circa 300 km, mentre raggiunge un'altezza massima di 2178 metri. Fa parte dei sistemi montuosi dell'Asia centrale.
Queste montagne hanno un contorno levigato, più scosceso ad ovest che ad est, dove i pendii sono più dolci. Gli abeti sono gli alberi di gran lunga più presenti nei boschi fino alla cosiddetta linea degli alberi (1300-1900 m), dove lasciano il posto ai pini siberiani. Gli altopiani sono occupati per lo più da ghiaioni di notevoli dimensioni, ma talvolta ospitano prati subalpini e, soprattutto sul lato meridionale della catena, piante tipiche della tundra. Il bacino del fiume Kondoma nella regione della Gornaja Šorija è caratterizzato dall'abbondante presenza di tigli.
La catena montuosa è geologicamente composta da rocce metamorfiche ricche di ferro, manganese, nefelina ed oro.